# Línea D (Río Gallegos)
La línea D es una línea de colectivos urbana de Río Gallegos, inaugurada en 2011, que une la terminal de Omnibus con el Bo. Náutico. El boleto cuesta 5 pesos el general y 1,75 para estudiantes y gratuito para jubilados.
La empresa TAISUR (Transporte Automotor Integral SUR), es una "filial" de la empresa TAI, que también posee TAIKRÉ, La Nueva Perla, la ex TAINOR y la ex TAILEM (suplantada por Autobuses Santa Fe). Los buses son de la marca Tecnoporte de 21 y 36 asientos, carrozados en chasis Iveco y facilitados por la empresa Ivecam representante en Argentina de la marca sueca.

## Recorrido principal
IDA: Terminal de Omnibus,  Banciella, Gendarmería Nacional, Bahía Aguirre, Barrio YPF, El Chaltén, Ricardo Rojas, Avda. Parque Industrial, José Martí (Bº122), D´agostini, Albert Sabin, Juan Manuel de Rosas, Félix Aldao, Entraigás, Leonardo Da Vinci, Estanislao López, Albert Einstein, Ramírez, Ramón Carrizo, Esteban Maradona, Primer Alférez Sánchez, Ramírez (frente a cancha de Defensores), Zapiola, Juan Manuel de Rosas, Laureano García, Soto, Cacique Yatel, Lora Mora (Bº Náutico), Cacique Biguá, Chiclana, Alberdi, Mendoza, Pellegrini y  9 de Julio.
VUELTA: Luego por Vélez Sarsfield, Mariano Moreno, Sor Inés de la Cruz, Santa María de Oro, Chiclana, Cacique Capipe, Lola Mora, Cacique Yatel, Ciudad del Nombre de Jesús, Laureano García, Juan Manuel de Rosas, Zapiola, Ramírez, Primer Alférez  Sánchez, Esteban Maradona, Ramón Carrizo, Ramírez, Albert Einstein, Gregorio de Lamadrid, Albert Sabin, Entraigas, José Martí, Scalabrini Ortiz, Santa Fe, José Darre, Gendarmería Nacional, Paso de los Arrieros, Los Pingüinos, Catrihuala, Terminal.